# Петренко Василь Васильович (актор)
Васи́ль Васи́льович Петре́нко (*4 серпня 1955 — †22 лютого 1989) — український актор.

## Життєпис
Народився 4 серпня 1955 року у місті Шпола Шполянського району Кіровоградської області Української РСР (тепер — місто Звенигородського району Кіровоградської області України) в родині військового і вчительки музичної школи (клас бандури), Софії Михайлівни. Мав сестру Наталю.
Після розлучення батьків — переїхав, разом і мамою та сестрою, до міста Хмельницький.
Грав на фортепіано, струнних та ударних інструментах. У 16 років — створив ВІА, з яким виступав на творчих вечорах і дискотеках.
У 1977 році — дебютував у кіно у спортивній драмі «Якщо ти підеш...» Кіностудії імені Олександра Довженка. Паралельно брав участь у зйомках музичної комедії «Дипломати мимоволі».
У 1978 році — закінчив Київський інститут театрального мистецтва імені Івана Карпенка-Карого. Петренка запросили на роботу до Ленінградського драматичного театру імені Пушкіна.
Із 1980 по 1982 рік — служив у армії.
Після повернення з армії — познайомився з цирковою артисткою Мариною. Вона була москвичкою — пара переїхала в Москву.
У 1984 році — у подружжя народився син Олександр.
У 1980-х роках — Василь Петренко працював у Московському театрі імені М. М. Єрмолової.
22 лютого 1989 року — трагічно загинув: у місті Хмельницький, де проживала мати Петренка, Софія Михайлівна, — потрапив під колеса потяга.

## Фільмографія
- 1977 — «Якщо ти підеш...» (Санька)
- 1977 — «Дипломати мимоволі» (актор Гена, немає в титрах)
- 1978 — «Передбачає перемогу» (Денисов, немає в титрах)
- 1978 — «Тільки краплю душі» («Рудий»)
- 1979 — «День повернення» (Юрась)
- 1979 — «Точка відліку» (Кукін)
- 1980 — «Начальник» (короткометражка)(Андрій Корнєєв — геолог, гітарист)
- 1980 — «Накажи собі» (Леонід Шерстюк)
- 1981 — «Згубна справа» (короткометражка)(Сергій, лейтенант міліції)
- 1981 — «Правда лейтенанта Климова» (Генка Дранов, старшина 2-ї статті)
- 1982 — «Ще до війни» (Льонька Мурзін)
- 1983 — «Гори, гори ясно...» (Філя, Філімон Філімонич, слюсар-ремонтник)
- 1983 — «Справа для справжніх чоловіків» (Саня Максимов, прапорщик, сапер)
- 1983 — «Незнайома пісня» (короткометражка)(хлопець із гітарою)
- 1983 — «Потрібні чоловіки» (Ваня Почемучкін)
- 1984 — «Букет мімози й інші квіти» (Міша)
- 1984 — «Коріння» (Валєрка)
- 1984 — «Кращі роки» (Валя Славінський, випускник кораблебудівного інституту)
- 1984 — «Прелюдія долі» (Льонька)
- 1984 — «Тихі води глибокі» (епізод)
- 1984 — «У привидів у полоні» (Льоня Святий, немає в титрах)
- 1985 — «Жив відважний капітан» (Валерик Оськін)
- 1985 — «Ми звинувачуємо» (Сурін, свідок, мешканець села)
- 1985 — «На крутизні» (Петро Модестович Чорногуз, «визволитель сопливий»)
- 1985 — «За покликом серця» (Дробот, рядовий, колишній відсидівший злочинець)
- 1987 — «Час літати» (Міша, авіадиспетчер)
- 1987 — «Нічний екіпаж» (таксист)
- 1987 — «Причали» (матрос)
- 1988 — «Галявина казок» (водій екскурсійного автобуса)
- 1988 — «Радощі земні» (Семен)
- 1988 — «Убити дракона» (коваль)
- 1989 — «І вся любов» (Ігор)